# Shannon Bahrke
Shannon Deanne Bahrke (Reno (Nevada), 7 november 1980) is een Amerikaanse freestyleskiester. Bahrke vertegenwoordigde haar vaderland op de Olympische Winterspelen 2002 in Salt Lake City, de Olympische Winterspelen 2006 in Turijn en op de Olympische Winterspelen 2010 in Vancouver. Ze is de oudere zus van freestyleskiër Scotty Bahrke, hij nam in Vancouver deel aan het onderdeel aerials.

## Carrière
Bij haar wereldbekerdebuut, in januari 1999 in Mont Tremblant, scoorde Bahrke met een zevenentwintigste plaats direct wereldbekerpunten, een week later in Steamboat Springs eindigde ze voor het eerst in de top tien. Een maand na haar debuut stond ze in Myoko voor de eerste maal in haar carrière op het podium. In Hasliberg nam de Amerikaanse deel aan de wereldkampioenschappen freestyleskiën 1999, op dit toernooi eindigde ze als vijfde op het onderdeel dual moguls. Op de wereldkampioenschappen freestyleskiën 2001 in Whistler eindigde Bahrke als achtste op de moguls en als negende op de dual moguls. In januari 2002 boekte de Amerikaanse in Oberstdorf haar eerste wereldbekerzege. Tijdens de Olympische Winterspelen van 2002 in Salt Lake City veroverde Bahrke de zilveren medaille op het onderdeel moguls.
In het seizoen 2002/2003 veroverde de Amerikaanse de wereldbeker op de moguls. Op de wereldkampioenschappen freestyleskiën 2003 in Deer Valley legde Bahrke beslag op de bronzen medaille op het onderdeel dual moguls, op het onderdeel moguls eindigde ze op de vierde plaats. Tijdens de Olympische Winterspelen van 2006 in Turijn eindigde de Amerikaanse als tiende op het onderdeel moguls.
In Madonna di Campiglio nam Bahrke deel aan de wereldkampioenschappen freestyleskiën 2007, op dit toernooi sleepte ze de zilveren medaille in de wacht op het onderdeel dual moguls en eindigde ze als vierde op het onderdeel moguls. Op de wereldkampioenschappen freestyleskiën 2009 in Inawashiro eindigde de Amerikaanse als elfde op het onderdeel dual moguls. Tijdens de Olympische Winterspelen van 2010 in Vancouver veroverde Bahrke de bronzen medaille op het onderdeel moguls.

## Resultaten

### Olympische Spelen
| Jaar | Plaats         | Resultaten |
| ---- | -------------- | ---------- |
| 2002 | Salt Lake City | Moguls     |
| 2006 | Turijn         | 10e Moguls |
| 2010 | Vancouver      | Moguls     |

### Wereldkampioenschappen
| Jaar | Plaats               | Resultaten               |
| ---- | -------------------- | ------------------------ |
| 1999 | Hasliberg            | 5e Dual moguls           |
| 2001 | Whistler             | 8e Moguls 9e Dual moguls |
| 2003 | Deer Valley          | Dual moguls · 4e Moguls  |
| 2007 | Madonna di Campiglio | Dual moguls · 4e Moguls  |
| 2009 | Inawashiro           | 11e Dual moguls          |

### Wereldbeker

#### Eindklasseringen
| Seizoen   | Plaats |
| --------- | ------ |
| 2000/2001 | 6e     |
| 2001/2002 | 9e     |
| 2002/2003 | Goud   |
| 2003/2004 | 5e     |
| 2006/2007 | Zilver |
| 2008/2009 | 7e     |
| 2009/2010 | 4e     |

#### Wereldbekerzeges
| Datum            | Plaats               |
| ---------------- | -------------------- |
| 6 januari 2002   | Oberstdorf           |
| 10 maart 2002    | Myoko                |
| 14 december 2002 | Madonna di Campiglio |
| 11 januari 2003  | Mont Tremblant       |
| 1 maart 2003     | Voss                 |
| 8 januari 2007   | Mont Gabriel         |
| 11 januari 2007  | Deer Valley          |